# Nhĩ Chu Trọng Viễn
Nhĩ Chu Trọng Viễn (chữ Hán: 尒朱仲远, ? – ?), không rõ tên tự, người Bắc Tú Dung xuyên , dân tộc Yết đã Tiên Ti hóa, thành viên gia tộc Nhĩ Chu, tướng lãnh nhà Bắc Ngụy trong lịch sử Trung Quốc.

## Sự nghiệp: thăng tiến thuận lợi
Trọng Viễn là em họ của quyền thần Nhĩ Chu Vinh nhà Bắc Ngụy, có anh trai là Nhĩ Chu Ngạn Bá, em trai là Nhĩ Chu Thế Long.
Trọng Viễn ban đầu phụng sự Nhĩ Chu Vinh; giỏi văn chương và tính toán. Khi Hiếu Trang đế lên ngôi, được trừ chức Trực tẩm, Ninh viễn tướng quân, Bộ binh hiệu úy; lại được đặc trừ chức Bình bắc tướng quân, Kiến Hưng thái thú, Đốn Khâu huyện Khai quốc hầu, thực ấp 500 hộ. Sau đó được gia Tán kỵ thường thị. Đến khi triều đình đổi quận Kiến Hưng làm Kiến Châu, được thăng Sứ trì tiết, Xa kỵ tướng quân, Kiến Châu thứ sử. Được gia Thị trung, tiến tước làm công, tăng ấp 500 hộ. Lại được đổi phong Thanh Hà quận, rồi gia Xa kỵ đại tướng quân, Tả quang lộc đại phu. Được chuyển làm Sứ trì tiết, bổn tướng quân, Từ Châu thứ sử, kiêm Thượng thư tả bộc xạ, 3 Từ Châu đại hành đài. Lại được tiến làm Đốc 3 Từ Châu chư quân sự, còn lại như cũ.
Nhĩ Chu Vinh bị Hiếu Trang đế sát hại (530), Trọng Viễn đưa quân nhắm về kinh sư, đánh hạ Tây Duyện Châu, sắp đến Đông Quận. Hiếu Trang đế hạ chiếu sai chư đốc tướng nối nhau đón đánh, đều bị Trọng Viễn đánh bại. Rồi có chiếu sai Đô đốc Trịnh Tiên Hộ cùng Hữu vệ tướng quân Hạ Bạt Thắng cùng đánh dẹp. Thắng không địch nổi, bèn đầu hàng Trọng Viễn. Trong khi ấy Nhĩ Chu Triệu tiến vào Lạc Dương, quân đội của Tiên Hộ tan chạy.
Trọng Viễn cùng bọn Thế Long đưa Tiết Mẫn đế lên ngôi, được trừ chức Sứ trì tiết, Thị trung, đô đốc 3 Từ, 2 Duyện chư quân sự, Phiếu kỵ đại tướng quân, Khai phủ nghi đồng tam tư, Từ Châu thứ sử, Đông Đạo đại đô đốc, Đại hành đài, tiến tước Bành Thành vương. Lại được gia làm Đại tướng quân, rồi kiêm Thượng thư lệnh. Trọng Viễn không chịu đến nhiệm sở, mà trấn giữ Đại Lương. Rồi được tiến làm Đốc Đông Đạo chư quân, bổn tướng quân, Duyện Châu thứ sử, còn lại như cũ. Lại được gia chức Thái tể, giải chức Đại hành đài.
Sau đó, Trọng Viễn dời về đồn trú Đông Quận. Đến khi Cao Hoan ra mặt chống đối (531), Trọng Viễn cùng bọn Nhĩ Chu Độ Luật đón đánh ông ta, Nhĩ Chu Triệu lãnh mấy ngàn kỵ binh từ Tấn Dương đến hội họp. Liên quân đến Dương Bình thì trúng kế ly gián, bọn Trọng Viễn nghi kỵ Triệu nên bỏ trốn, dẫn đến thất bại ở trận Quảng A. Sau đó liên quân họ Nhĩ Chu lại thất bại ở trận Hàn Lăng, Trọng Viễn chạy về Đông Quận, rồi sang nhà Lương ở miền nam.
Trọng Viễn mất ở miền nam, không rõ khi nào.

## Tính cách: tham bạo vô độ
Cuối thời Bắc Ngụy Hiếu Minh đế, binh oai của Nhĩ Chu Vinh ngày càng thịnh, phần lớn những điều ông ta tâu trình đều được đáp ứng; Trọng Viễn mô phỏng thư của Vinh, còn khắc ấn của ông ta, cùng Thượng thư lệnh sử liên kết bày trò gian trá, xin cho người làm quan để nhận tiền hối lộ, tiêu hết vào tửu sắc, phóng đãng không chừa.
Thời Hiếu Trang đế, Trọng Viễn dâng lời rằng: “Tướng thống tham tá, nhân số không đủ; làm việc phải đợi Đạo canh bộc (tức là đổi người) để bổ sung quan viên. Riêng thấy gần đây người được thải mộ (tức là tuyển chọn) làm Hành đài đều được tạm lập Trung chánh, trong quân định thứ bậc, châm chước thụ quan. Nay xin được kiêm đặt, tạm đáp ứng nhu cầu của quân đội.” Có chiếu nghe theo. Vì thế Trọng Viễn tùy ý bổ thụ, ra sức thu vén.
Thời Tiết Mẫn đế, Trọng Viễn từ Đại Lương sai sứ xin được sử dụng nghi lễ của triều đình, trong quân gọi Sô . Đế đọc tờ khải, bật cười đồng ý.
Trọng Viễn bản tính tham bạo, thấy nhà nào giàu có, thì vu tội phản nghịch, giết sạch cả nhà, thu lấy tài sản, ném thây xuống sông, người bị hại nhiều không đếm xuể; thê thiếp của chư tướng có sắc đẹp, không tránh khỏi bị ông dâm loạn. Từ Huỳnh Dương về phía đông, Trọng Viễn thu thuế đều giữ lại, không nộp về kinh sư. Khi ấy Nhĩ Chu Thiên Quang khống chế Quan Hữu, Trọng Viễn trấn giữ Đại Lương, Nhĩ Chu Triệu chiếm cứ Tịnh Châu, Nhĩ Chu Thế Long ngồi tại kinh sư, đều chuyên quyền phóng túng, không ai sánh nổi; bọn họ tại nhiệm sở làm nhiều việc tham ngược, vì thế lòng người rời rã. Trọng Viễn vô cùng quá đáng, một góc đông nam từ quan đến dân xem ông như sài lang, rất lấy làm khổ sở.